# Port lotniczy London
Port lotniczy London (IATA: YXU, ICAO: CYXU) – międzynarodowy port lotniczy położony w London, w prowincji Ontario, w Kanadzie.